# 阿爾馬 (堪薩斯州)
阿爾馬（英語：Alma）是一個位於美國堪薩斯州沃邦西縣的城市。同時該地也是沃邦西縣的縣治。

## 地方資料
阿爾馬的座標為39°00′56″N 96°17′21″W / 39.01556°N 96.28917°W，而該地的海拔高度為338米（即1109英尺）。根據2010年美國人口普查，該地共人口802人，而該地的面積約為1.55平方千米。